# Köln (tàu tuần dương Đức)
Köln  là một tàu tuần dương hạng nhẹ thuộc lớp tàu tuần dương K được Hải quân Đức đưa ra hoạt động giữa hai cuộc thế chiến. Nó đã phục vụ trong Chiến tranh Thế giới thứ hai trong một số hoạt động, và cuối cùng bị máy bay ném bom Anh đánh chìm tại Wilhelmshaven vào tháng 3 năm 1945.

## Thiết kế và chế tạo
Lớp tàu tuần dương K, vốn còn bao gồm các tàu chị em Königsberg và Karlsruhe, được thiết kế trong những năm 1920 trong giới hạn tải trọng 6.000 tấn đặt ra bởi Hiệp ước Versailles. Chúng sử dụng cả hai loại động cơ turbine hơi nước và động cơ diesel; và do 85% kết cấu con tàu được hàn thay vì nối bằng đinh tán, chúng mắc phải những vấn đề về độ bền kết cấu và độ ổn định khi đi biển.
Köln được đặt tên theo thành phố Köln. Nó được hạ thủy vào ngày 23 tháng 5 năm 1928 và được đưa ra hoạt động vào tháng 1 năm 1930.

## Lịch sử hoạt động

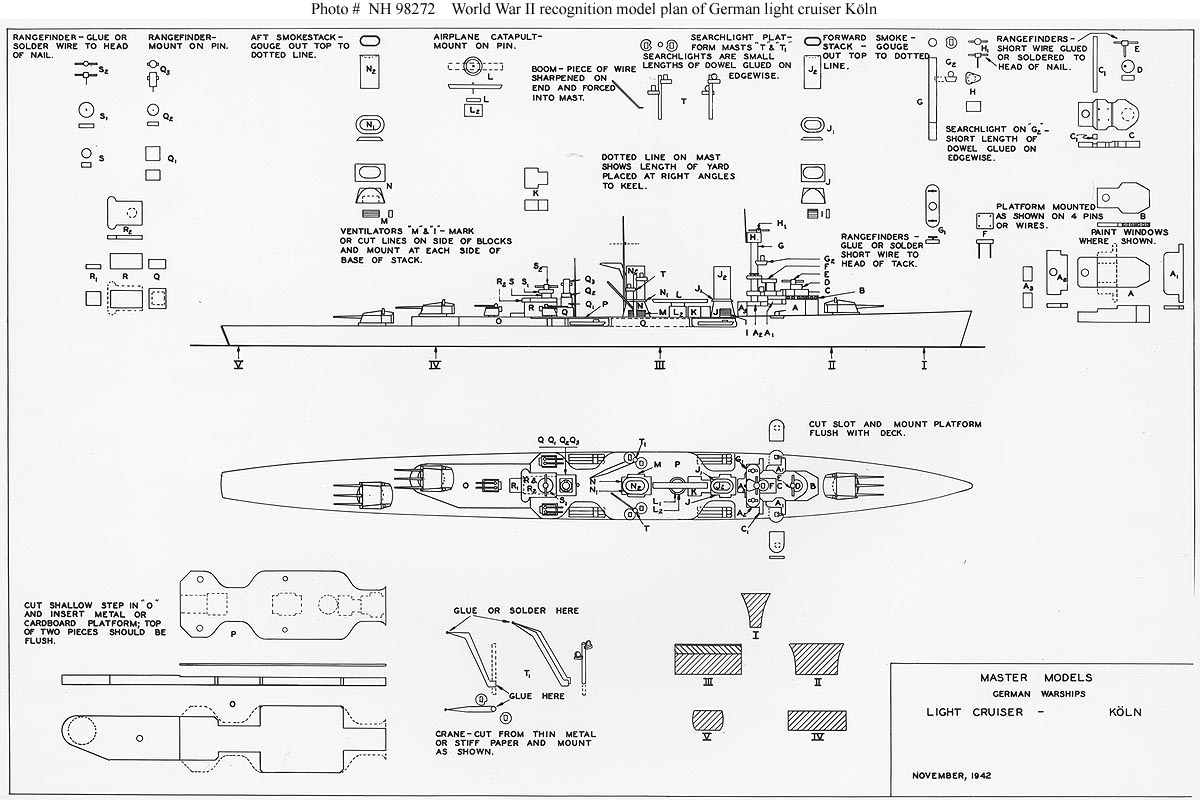
Hình chiếu 3 chiều của tàu tuần dương Köln

Köln đã hoạt động tuần tra dọc theo bờ biển Tây Ban Nha vào lúc diễn ra cuộc Nội chiến Tây Ban Nha. Khi Chiến tranh Thế giới thứ hai nổ ra vào tháng 9 năm 1939, nó tham gia các hoạt động tại vùng biển Baltic, rồi nằm trong thành phần Đội đặc nhiệm 3 trong việc vận chuyển binh lính từ Wilhelmshaven đến Bergen, Na Uy trong Chiến dịch Weserübung, cuộc tấn công chiếm đóng Na Uy. Sau đó chiếc tàu tuần dương hoạt động chủ yếu trong việc rải mìn và tấn công các đoàn tàu vận tải Đồng Minh.
Sau khi bị hư hại bởi một cuộc tấn công bằng tàu ngầm vào tháng 2 năm 1943, tàu tuần dương hạng nặng Admiral Hipper cùng với Köln phải được rút khỏi phục vụ để sửa chữa rộng rãi. Köln hoạt động trở lại vào tháng 3 năm 1944 trong vai trò huấn luyện học viên mới. Vào ngày 12 tháng 12 năm 1944, nó bị hư hại nặng trong một vụ ném bom, phòng động cơ bên mạn phải và trạm phát điện đều bị phá hủy. Köln lên đường đi đến Wilhelmshaven để sửa chữa, đến nơi vào tháng 2 năm 1945, và nó còn phải chịu thêm nhiều hư hại sau hai đợt ném bom khác. Köln bị hư hại nặng trong đợt ném bom đêm cuối cùng của Anh xuống cảng vào ngày 3 tháng 3 năm 1945; con tàu bị chìm xuống đáy cảng ở vùng nước nông trong tư thế thăng bằng. Các tháp pháo còn nổi trên mặt nước đã tiếp tục nổ súng vào lực lượng Đồng Minh đang tiến quân sau đó. Sau chiến tranh Köln bị tháo dỡ vào năm 1946.